# CCGS Amundsen
CCGS Amundsen es un barco rompehielos mediano del Ártico de la clase T1200 y buque de investigación ártica operado por la Guardia Costera de Canadá.

El navío fue bautizado en 1979 como CCGS Sir John Franklin hasta el año 2003, y rebautizado en 2003 como CCGS Amundsen. Siendo el puerto de Quebec su base.

## Misiones
El Amundsen fue modificado para la explotación científica del Océano Ártico (Polo Norte) –su reconversión costóunos 27,7 millones de dólares canadienses– que financió un consorcio de universidades canadienses junto con cuatro ministerios federales. 

Mapa que muestra la región ártica y los países que la contienen: la línea roja representa la isoterma de 10 °C en el mes más cálido del verano ártico (julio).

Su primera misión fue la explotación científica de cinco años para el Estudio Internacional de la Plataforma Continental del Ártico Canadiense ("Canadian Artic Shelf Exchange Study" – CASES). Para este fin, transporta a bordo a cuarenta y dos investigadores de nueve países, bajo el auspicio del ArcticNet (Red de Centros de Excelencia de Canadá), consorcio que agrupa a ciento cuarenta investigadores de veintitrés universidades canadienses y cinco Ministerios federales de Canadá, junto con científicos de otros once países.
El Amundsen navegará hasta el año 2021 en el océano Ártico (Polo Norte), cartografiando sus fondos marítimos a lo largo de una cadena montañosa submarina, llamada Cresta de Lomonósov, utilizando un Sonar Multieje EM-300, que permitirá a Canadá obtener el mapa tridimensional del suelo oceánico para reivindicar la soberanía del paso noreste entre el Océano Atlántico y el Océano Pacífico, y de relanzar la pesca de los colosales bancos de bacalao bajo el hielo del Ártico en 2004.